# Savage Sam (roman)
Savage Sam is een kinderboek uit 1962, geschreven door Fred Gipson. Het is zijn tweede boek over de familie Coates in het Texas van de late jaren 1860 en is een vervolg op zijn roman Old Yeller uit 1956. In 1963 bracht Walt Disney een verfilming uit met in de hoofdrollen Tommy Kirk, Kevin Corcoran en Marta Kristen.

## Verhaal
Savage Sam is de zoon van Travis' vorige hond Old Yeller. Hij is net zo moedig en loyaal als zijn vader en bovendien een ongelooflijk enthousiaste spoorzoeker. Sam houdt er vooral van om rode lynxen te achtervolgen, soms met Arliss.
Travis en Arliss Coates en Lisbeth Searcy worden gevangen genomen door Apache- en Comanche-indianen. Jim Coates, de vader van de jongens, verzamelt wat mannen uit de buurt om op zoek te gaan naar hen, waaronder Lisbeths enigszins dominante grootvader, Bud Searcy. Travis weet te ontsnappen en wordt gevonden door het gezelschap, deels dankzij Sams scherpe reukvermogen. Enkele dagen later worden ook Arliss en Lisbeth gered.

## Andere boeken in de serie
Het hondje Savage Sam is de zoon van het hoofdpersonage uit het vorige boek Old Yeller (1956) en de verfilming uit 1957. Een derde boek Little Arliss werd ontdekt in het archief van Fred Gipson na zijn dood en werd postuum uitgegeven in 1978. Dit derde boek heeft Travis' jongere broer als hoofdpersonage.